# 小川謙
小川 謙（おがわ けん、1948年7月29日 - ）は、日本の実業家。日本トランスシティ代表取締役社長を経て、同社代表取締役会長、東海倉庫協会会長、日本倉庫協会副会長。元中部経済連合会副会長。

## 人物・経歴
三重県出身。1971年立教大学法学部卒業、四日市倉庫入社。2000年日本トランスシティ関連事業部長。2001年日本トランスシティ中部支社名古屋支店長。2005年日本トランスシティ取締役人事部長。2007年日本トランスシティ常務取締役運輸事業部長。2011年から日本トランスシティ代表取締役社長兼営業本部長兼管理本部長を務め、グローバル化などを進めた。2019年日本トランスシティ代表取締役会長。中部経済連合会副会長、三重県経営者協会副会長、東海倉庫協会会長、日本倉庫協会副会長、伊勢湾海難防止協会副会長等も歴任した。2021年旭日中綬章受章。
2022年11月、四日市商工会議所会頭に就任。